# 乌兰努夫
乌兰努夫是波兰喀尔巴阡山省的一个镇。